# 德福花園地盤升降機墜下事故

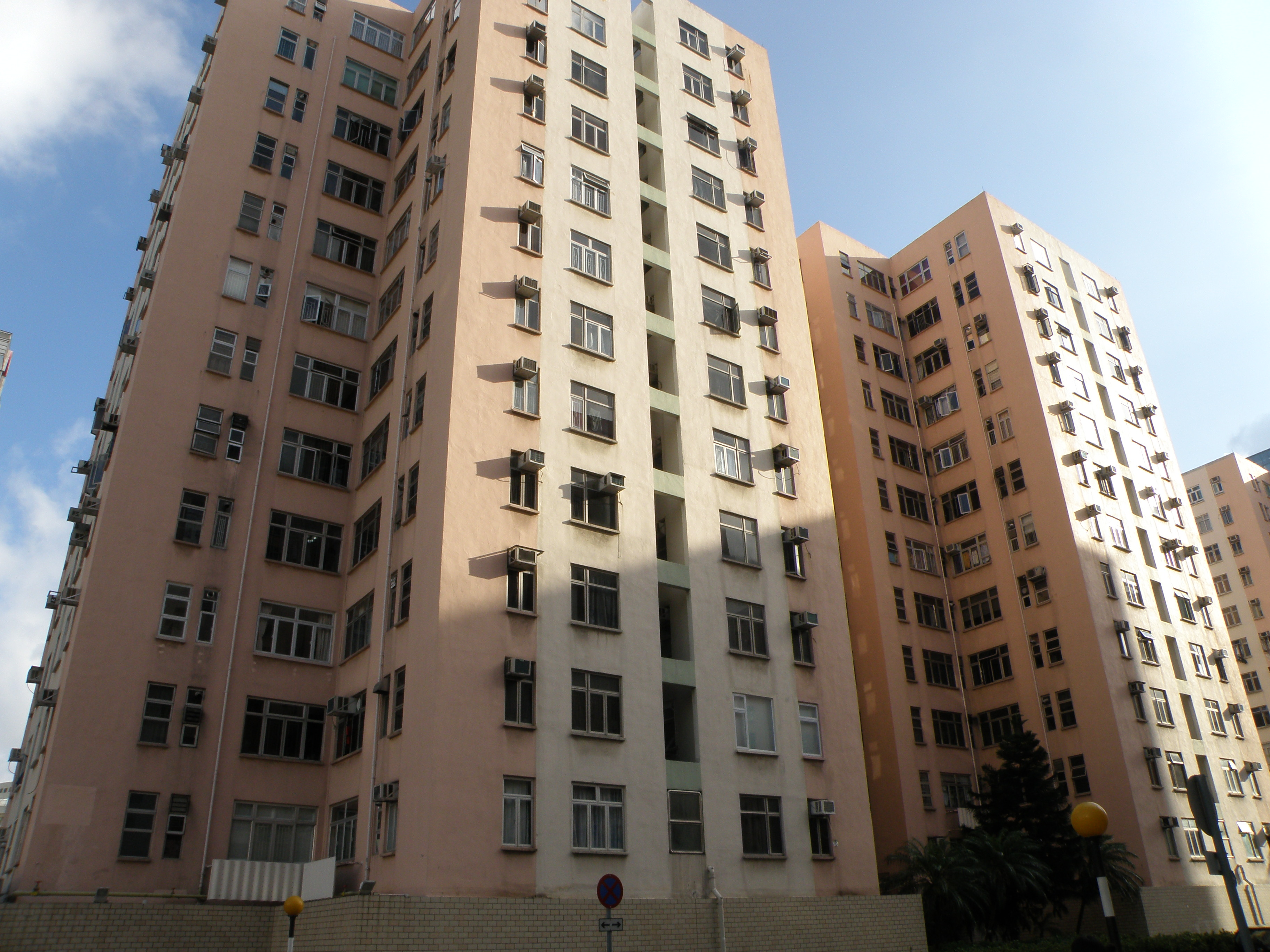
事發的德福花園C1座（左）

德福花園地盤升降機墜下事故發生於1979年7月22日的香港九龍灣，事故導致6名工人喪生。事發當日下午，建築中德福花園地盤C座，6名工人乘升降吊機至8樓時，升降吊機突然下墜，6名工人全部死亡。肇事吊機是英國製造，利用天梯齒上落。死因庭在1980年5月裁定是次悲劇純屬意外，而導致意外的原因，是當吊機上升時，吊機的吊板與第四條搭碼互碰，陪審團更認為這類吊機托架設計欠妥善、製造商估計錯誤，提出17項建議，要求勞工處規定如對吊機安全有懷疑，立即不准使用，及通知全球有關部門。陪審團又建議勞工處設立條例，控制地盤之吊機安全及重新估計當時的保養制度。